# زیردریایی یو-۶۱۵
زیردریایی یو-۶۱۵ (به انگلیسی: German submarine U-615) یک زیردریایی بود که طول آن ۶۷٫۱ متر (۲۲۰ فوت ۲ اینچ) بود. این زیردریایی در سال ۱۹۴۲ ساخته شد.